# Arad (distrito)

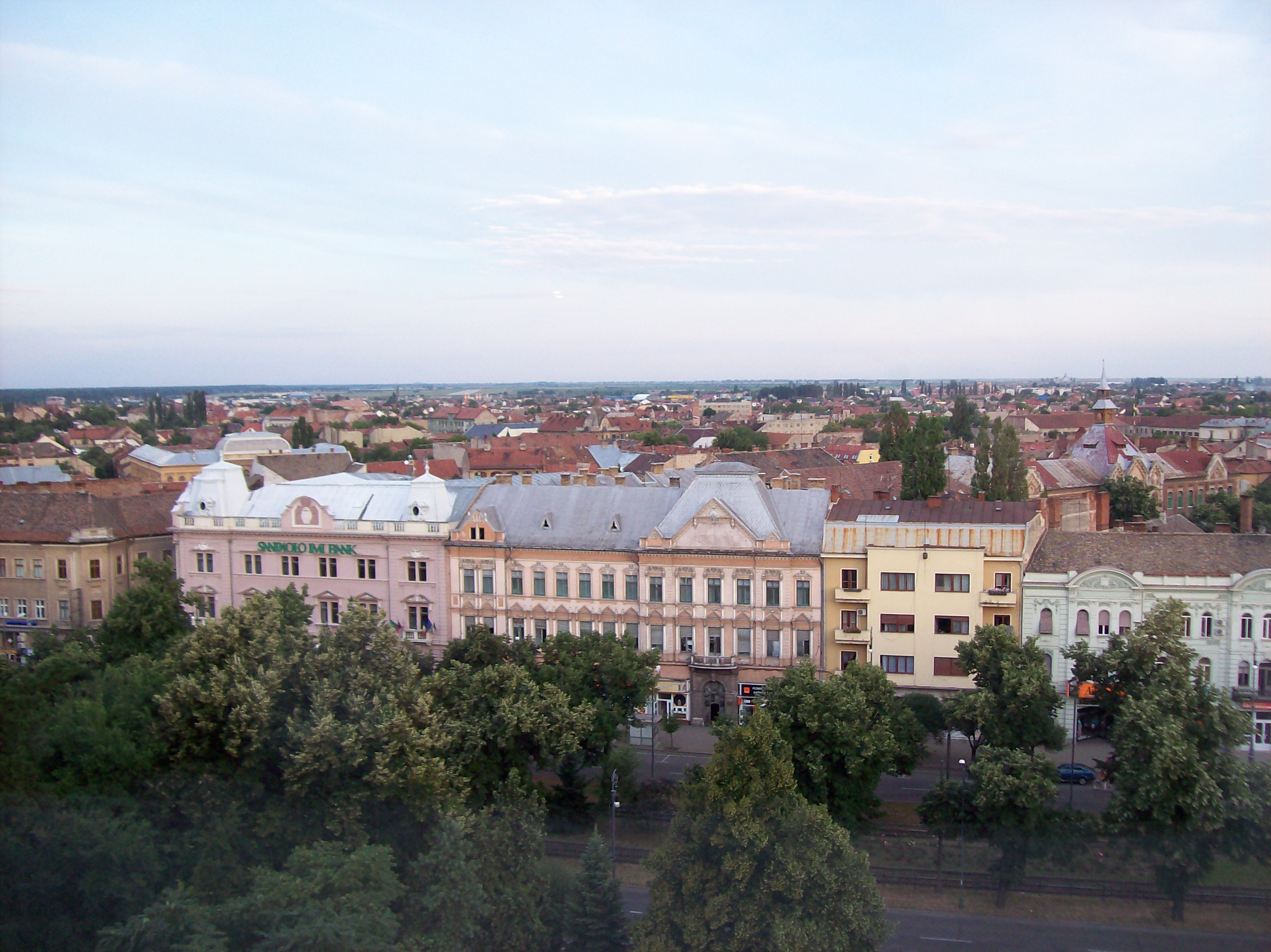
Vista da capital Arad

Arad é um județ (distrito) da Romênia, na região da Transilvânia, região do oeste do país, fazendo fronteira com a Hungria. A maior parte do distrito faz parte da região da Crișana, ebora haja alguns vilarejos que são do Banato. O centro administrativo do distrito é a cidade de Arad. 

## Nome
Em húngaro é conhecido como Arad megye, em sérvio como Арад / Arad, e em alemão como Kreis Arad. O distrito foi nomeado devido ao nome de seu centro administrativo, Arad.

## Geografia
O distrito de Arad possui uma área total de 7 754 km², representando 3,6% do território nacional romeno. O terreno do distrito é dividido em duas unidades distintas que cobrem quase metade do distrito cada. A parte mais ao leste do distrito possui um terreno pouco montanhoso (Dealurile Lipovei, Munții Zărandului, Munții Codru Moma) e no oeste conta com uma zona plana consistindo da Planície de Arad, Planícide de Baixos Mures e a Planície Alta de Vinga. Em relação à altitude, percebe-se que segue um padrão em descida, indo na direção leste-oeste do distrito, de 1 489 m para 100 m. No leste, encontram-se as montanhas Zarand e as montanhas Codru Moma, parte das montanhas Apuseni.
O território é cortado pelo rio Mureș, ao sul, e pelo rio Crișul Alb, ao norte.

### Limites
- Hungria (condados de Békés e Csongrád) a oeste;
- Bihor ao norte;
- Hunedoara e Alba a leste;
- Timiș ao sul.

### Clima e precipitação
Em termos de clima, as características do distrito de Arad possuem um clima temperado continental típico, com influências oceânicas, com a circulação de massas de ar direcionadas predominantemente do oeste para o leste, com o aumento da altitude. A média de temperatura anual varia de 10 °C nas áreas mais baixas, nas regiões intermediárias 9 °C, 8 °C e 6 °C na região montanhosa, área de maior altitude.
A média de precipitação anual varia entre 565–600 mm nas áreas mais baixas, 700–800 mm nas regiões intermediárias e 800–1200 mm na região montanhosa.

## Demografia
Em 31 de Outubro de 2011, Arad possuía população de 409.072 habitantes e densidade demográfica de 52/km².

### Grupos étnicos
- romenos - 83,88%
- húngaros - 9,06%
- ciganos - 4,04%

### Evolução da população
| \| ano \| população[1] \| \| ---- \| ------------ \| \| 1930 \| 488.359 \| \| 1948 \| 476.207 \| \| 1956 \| 475.620 \| \| 1966 \| 481.248 \| \| 1977 \| 512.020 \| \| 1992 \| 487.617 \| \| 2002 \| 461.791 \| \| 2011 \| 409.072 \| |           |
| ano | população |
| 1930 | 488.359   |
| 1948 | 476.207   |
| 1956 | 475.620   |
| 1966 | 481.248   |
| 1977 | 512.020   |
| 1992 | 487.617   |
| 2002 | 461.791   |
| 2011 | 409.072   |

## Economia
Junto com Timiș, Arad é um dos distritos mais desenvolvidos e dinâmicos da Romênia. Devido a sua proximidade com a a fronteira húngara, atrai um grande número de investimentos estrangeiros.
Os principais setores industriais são:
- Indústria e autopeças
- Indústria alimentícia
- Indústria têxtil

## Turismo

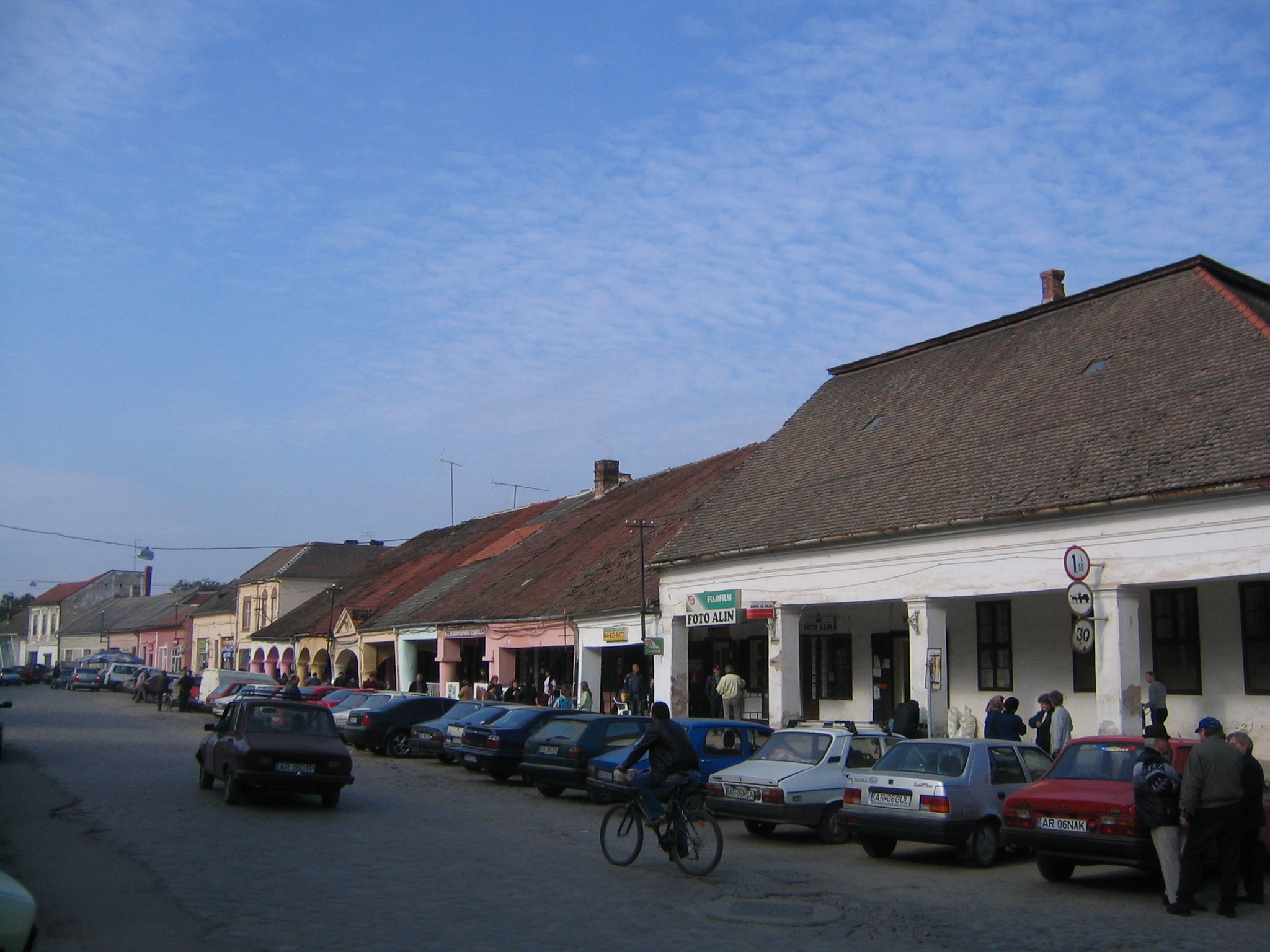
Lipova

As principais atrações turísticas são:
- A cidade de Arad.
- Os resorts de Lipova e Moneasa.
- As áreas ao redor de Săvârșin, Periș, Macea e Pecica.

## Divisões administrativas
Alba está dividida em um município, 9 cidades e 68 comunas.